# Lästholmen
Lästholmen är en ö i Finland. Den ligger i Finska viken och i kommunen Borgå i den ekonomiska regionen  Borgå i landskapet Nyland, i den södra delen av landet. Ön ligger omkring 26 kilometer öster om Helsingfors.
Öns area är 16,4 hektar och dess största längd är 0,6 kilometer i öst-västlig riktning.